# 21647 Carlturner
A 21647 Carlturner (ideiglenes jelöléssel 1999 NE54) a Naprendszer kisbolygóövében található aszteroida. A LINEAR projekt keretében fedezték fel 1999. július 12-én.